# Kauner Straße
De Kauner Straße (L264) is een 2,44 kilometer lange Landesstraße (lokale weg) in het district Landeck in de Oostenrijkse deelstaat Tirol. De weg begint in Kauns (1050 m.ü.A.), waar de weg aansluit op de Kaunerbergstraße (L250). Vandaar loopt de weg in oostelijke richting voorbij de burcht Bernegg het Kaunertal in tot aan de Kaunertalstraße (L18). Het beheer van de straat valt onder de Straßenmeisterei Ried im Oberinntal.